# HD61824
HD61824 — хімічно пекулярна зоря спектрального класу B9, що має видиму зоряну величину в смузі V приблизно  9,5.
Вона  розташована на відстані близько 1929,9 світлових років від Сонця.

## Пекулярний хімічний склад
Зоряна атмосфера HD61824 має підвищений вміст 
Si
.